# Конвой Палау — Рабаул (22.02.43 — 04.03.43)
Конвой Палау — Рабаул (22.02.43 — 04.03.43) — японський конвой часів Другої світової війни, проведення якого відбувалось у лютому — березні 1943 року.
Місцем призначення конвою був Рабаул — головна база японців в архіпелазі Бісмарка, з якої вони провадили операції на Соломонових островах та сході Нової Гвінеї. Вихідним пунктом при цьому став важливий транспортний хаб японців Палау в західній частині Каролінських островів.
До складу конвою увійшли транспорти «Тамацу-Мару» та «Кофуку-Мару», а ескорт забезпечував мисливець за підводними човнами CH-23.
22 лютого 1943 року судна вийшли з Палау та попрямували на південний схід. Ворожа авіація ще не атакувала комунікації до архіпелагу Бісмарка, проте на них традиційно патрулювали підводні човни. Утім, цього разу конвой зміг пройти без втрат та 4 березня прибув до Рабаула.